# Nguyễn Văn Hoàn
Nguyễn Văn Hoàn (27 tháng 6 năm 1932 - 17 tháng 6 năm 2015) là một nhà dịch giả, nghiên cứu Kiều học, Ý học người Việt Nam, nguyên Phó Viện trưởng Viện Văn học. Ông là người Việt Nam đầu tiên được trao Huân chương Hiệp sĩ của Nhà nước Ý.

## Cuộc đời và Sự nghiệp

### Cuộc đời
Ông sinh ngày 27 tháng 6 năm 1932 tại xã Bắc Thành, huyện Yên Thành, tỉnh Nghệ An.
Từ năm 1954 đến năm 1959 ông làm giáo viên văn học cấp III (Phổ thông trung học).
Từ năm 1959 đến năm 1962 ông làm giảng viên, giảng dạy tại Khoa Ngữ Văn, Trường Đại học Sư phạm Hà Nội.
Năm 1964 ông học nghiên cứu sinh do Ủy ban Khoa học Nhà nước tổ chức. Từ năm 1978 đến năm 1979 ông theo học tiếng Ý và Văn học Ý tại Đại học Perugia và Đại học Roma, Ý.
Trong giai đoạn từ 1962 đến khi nghỉ hưu năm 1999, ông công tác tại Viện Văn học thuộc Ủy ban Khoa học xã hội (nay là Viện Hàn lâm Khoa học xã hội Việt Nam), là nghiên cứu viên Phòng Văn học Việt Nam Cổ Cận đại (giai đoạn 1962-1980), Phó Viện trưởng Viện Văn học (giai đoạn 1980-1988), nghiên cứu viên cao cấp (từ 1993).

### Sự nghiệp
Nguyễn Văn Hoàn nổi tiếng với việc dịch cuốn Thần khúc của Dante Alighieri. Ông đã dịch cuốn sách trong vòng hơn 30 năm với sự trợ giúp và tài trợ của chính phủ Ý. Ngoài ra, ông còn nhiều công trình nổi bật khác, đặc biệt là hai cuốn Từ điển Ý-Việt in vào năm 1999 và năm 2002, là hai cuốn từ điển Ý-Việt đầu tiên được xuất bản. Không những thế, ông đã hợp tác với Pino Tagliazucchi để dịch ca dao tiếng Việt sang tiếng Ý và in trong tập "I ca dao del Vietnam" xuất bản lần đầu tại Milan.

## Tác phẩm chính đã xuất bản

### In riêng
- Văn học Việt Nam và thời đại (1999)

Một số bài nghiên cứu văn học Việt Nam, văn học Ý đăng trên Tạp chí Văn học và các báo chí khác. Các dịch phẩm.

### In chung
- Sơ thảo nguyên lý văn học (1961)
- Sơ thảo lịch sử Văn học Việt Nam giai đoạn nửa cuối thế kỷ XIX (1964)
- Lịch sử văn học Việt Nam (1980)
- Anthologic de la litterature Vietnamienne (tập 1, 1972)
- Từ điển Việt - Ý (1999)
- Từ điển Ý - Việt (2002)[3]

## Gia quyến
Ông lập gia đình với bà Đặng Thanh Lê (1932-2016), một nhà nghiên cứu văn học, nhà giáo ưu tú, giáo sư tiến sĩ, chuyên gia nghiên cứu về lịch sử văn học trung đại Việt Nam và Truyện Kiều và là con gái thứ ba của giáo sư Đặng Thai Mai.